# Vuzenica
Vuzenica és un dels poblats més antics de la vall del riu Drava, a Eslovènia. Les seves referències daten del 1288 A.D.
Vuzenica és també el nom d'un municipi eslovè format l'any 1995.